# Gewerke (Bergbau)
Ein Gewerke war ein Anteilseigner einer bergrechtlichen Gewerkschaft.

## Wortherkunft
Die früheste Verwendung der Personenbezeichnung Gewerke ist für das 13. Jahrhundert belegt, dabei taucht der Begriff immer im Zusammenhang mit der Geltendmachung von Rechts- und Besitzansprüchen.
In der Kuttenberger Bergordnung werden die Gewerken auch als Bergleute beschrieben. „Man heisset sy gewercknn do von dassy pau werknn das ist dassy pergk pauen“. Berg ist gleichbedeutend mit Bergwerk.
Im Bergmännischen Wörterbuch wird der Gewerke so beschrieben:

„Gewerke ist, welcher eine Zeche, ein Pochwerk, Schmelzhütte oder ein Theil davon besitzet, und darüber einen Gewährschein erhalten, […]“

In Ungarn wurden die Gewerken Waldbürger genannt.

## Rechtliche Stellung
Ein Gewerke erwarb einen oder mehrere Kuxe (manchmal auch nur Teile eines Kuxes) und dadurch Anteil an dem die Kuxe ausstellenden Bergwerk, er baute Kuxe. Dies verpflichtete ihn, dem Bergwerk Kapital zu geben (Zubuße zu zahlen), und berechtigte ihn, am möglichen Gewinn des Bergwerks teilzuhaben (Ausbeute zu heben).
Alleingewerke
Hielt ein Gewerke alle Kuxe einer Zeche, so wurde er Alleingewerk genannt.
Alter Gewerke
War eine Zeche ins Bergfreie gefallen und ein neuer Unternehmer wollte den Betrieb wieder aufnehmen, so war er verpflichtet, dies vier Wochen öffentlich anzuschlagen (Anbot), so dass die alten Gewerken, die ihre Zubuße gezahlt hatten, entscheiden konnten, ob sie ihre Kuxe wieder bauen wollten (sich wieder an dem Bergwerk beteiligen) oder nicht. Dies galt für eine Frist von einem Jahr und einem Tag, danach entfiel diese Verpflichtung.
Blinder Gewerke
„Blinde“ Gewerken wurden diejenigen Gewerken genannt, die nicht beim Bergwerk wohnten.
Gehorsamer und verlegter Gewerke
Zahlte ein Gewerke regelmäßig innerhalb der vorgeschriebenen Frist seine Zubuße, wurde er gehorsamer Gewerk genannt; tat er dies nicht, so hieß er verlegter Gewerk.

## Gewerkentag
Der Gewerkentag war eine große Versammlung aller Gewerken eines Bergwerks, vergleichbar mit der Hauptversammlung einer Aktiengesellschaft. Auf dem Gewerkentag wurde über die Verwendung des gewerkschaftlichen Vermögens beraten und beschlossen.